# 1869 год в театре
1869 год в театре

## Яркие постановки
- 27 января — на сцене Малого театра в бенефис Прова Михайловича Садовского состоялась первая постановка пьесы А. Н. Островского «Горячее сердце»[1][2].
- 14 декабря — на сцене Большого театра состоялось первое представление балета «Дон Кихот» (музыка Л. Минкуса, либретто М. Петипа).

## Знаменательные события
- Михаил Прович Садовский был принят в труппу Малого театра.
- Основан Оренбургский драматический театр[3].

## Персоналии

### Родились
- 11 января –  Берта Фёрстрова-Лаутерерова, чешская оперная певица.
- 21 апреля — Хаук Обель, норвежский актёр театра и кино.
- 27 июля — Аркадий Яковлевич Арутюнян, армянский советский актёр театра и кино, народный артист Армянской ССР (1934).
- 30 декабря — Николай Густавович Легат, русский танцовщик, балетмейстер и педагог балета.

[источник не указан 106 дней].

### Скончались
- 3 марта — Роза Таддеи, итальянская актриса и поэтесса.
- 29 ноября — Джулия Гризи (родилась 1811), итальянская оперная певица.